# Labops tumidifrons
Labops tumidifrons är en insektsart som beskrevs av Knight 1922. Labops tumidifrons ingår i släktet Labops och familjen ängsskinnbaggar. Inga underarter finns listade i Catalogue of Life.